# Derek Basco
Derek Basco (Pittsburg, Califórnia, 29 de Agosto de 1970) é um ator estadunidense, descendente de filipinos, mais conhecido por sua participação em séries de televisão como Becker e Love & Money. É parte de uma família de atores também composta por seus irmãos Dante, Dion e Darion, e sua irmã Arianna.

## Filmografia

### Televisão
- 2006 Avatar: The Last Airbender como Moku
- 2005 The Shield como Kojo
- 2000 Will & Grace como Mipanko
- 2000 Love & Money como Dennis
- 2000 Becker como Jimmy
- 1999 L.A. Heat como Tommy Chin
- 1993 Wings como Johnny Toshiba

### Cinema
- 2006 Stolen Souls como Amos
- 2004 Perfect Opposites como Katute
- 2003 Naked Brown Men como Derek
- 2002 Spider's Web como Gabe Yamada
- 2000 The Debut como Edwin Mercado
- 1998 Six Days Seven Nights como Ricky
- 1995 A Dangerous Place como Jason